# 沙萨涅 (多姆山省)
沙萨涅（法語：Chassagne，法語發音：[ʃasaɲ]）是法国多姆山省的一个市镇，位于该省南部，属于伊苏瓦尔区。

## 地理
沙萨涅（45°29'52"N, 3°4'35"E）面积16.06 平方千米，位于法国奥弗涅-罗讷-阿尔卑斯大区多姆山省，该省份为法国中南部省份，北起阿列省接壤，东临卢瓦尔省，南至上盧瓦爾省和康塔爾省，西接科雷兹省和克勒兹省。
与沙萨涅接壤的市镇（或旧市镇、城区）包括：库尔古勒、多扎叙沃达布勒、罗什夏尔-拉迈朗、圣弗洛雷、图尔泽勒-龙济耶尔、瓦尔伯莱、沃达布勒。

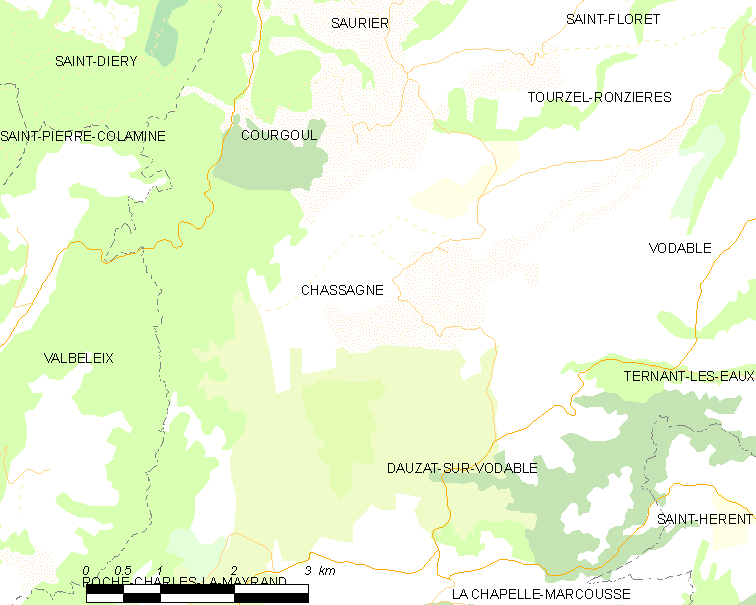
的OSM定位图

沙萨涅的时区为UTC+01:00、UTC+02:00（夏令时）。

## 行政
沙萨涅的邮政编码为63320，INSEE市镇编码为63097。

## 政治
沙萨涅所属的省级选区为布拉萨克莱米讷县。

## 人口

1962-2008年间人口变化图示

沙萨涅于2022年1月1日时的人口数量为81人。